# Badhotel Niederlößnitz
Das ehemalige Badhotel Niederlößnitz, auch Badschlösschen genannt, liegt in der Burgstraße 2 (frühere Adresse: Obere Bergstraße 62) im Stadtteil Niederlößnitz der sächsischen Stadt Radebeul. Im gleichen Hause befand sich Max Gießmanns Restaurant zum Badhotel. Der Hotelbetrieb wurde 1914 aufgegeben.

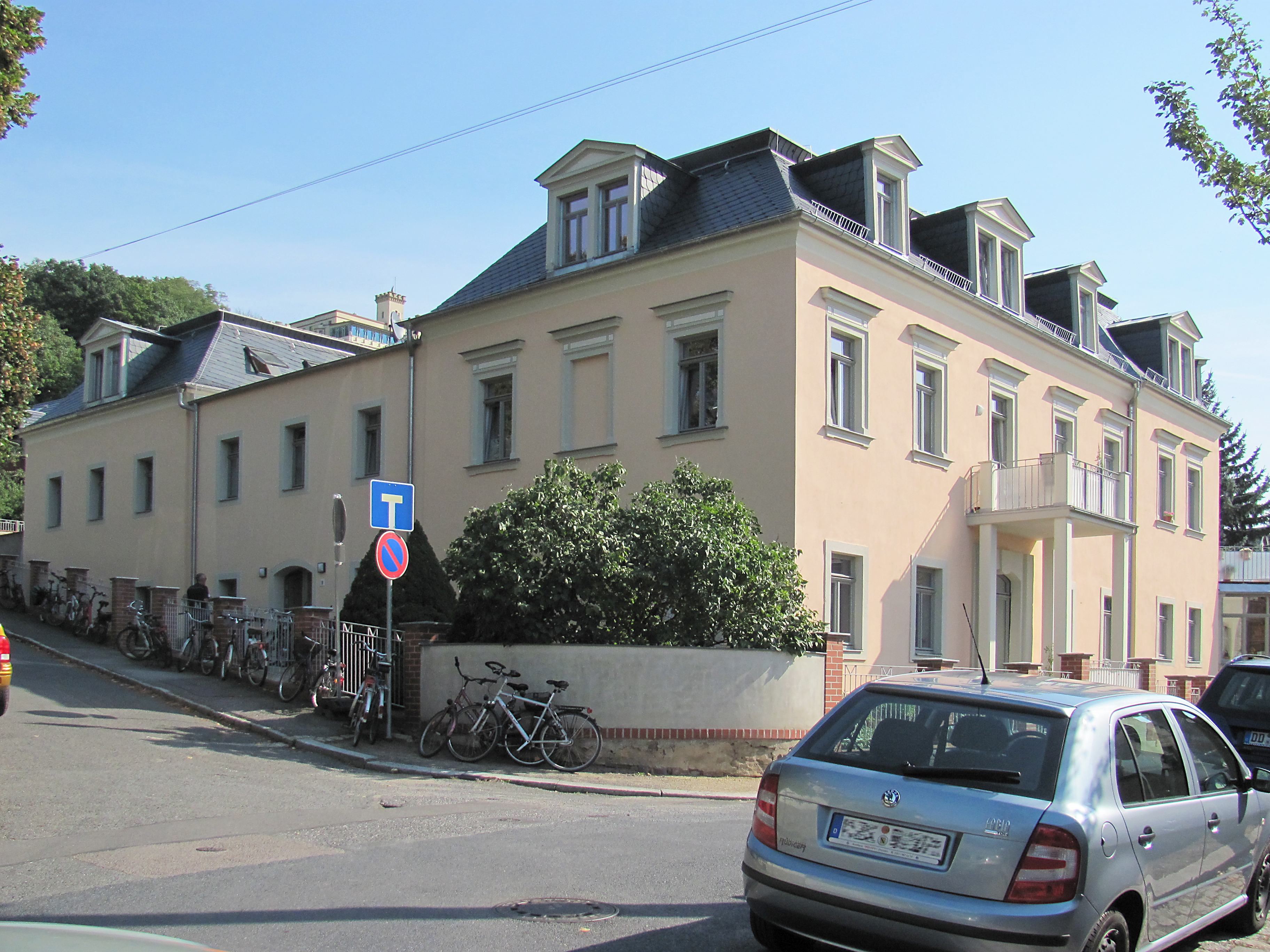
Ehemaliges Badhotel. Im Hintergrund die Friedensburg

Inzwischen ist das Gebäude ein Mehrfamilienwohnhaus. Das nördlich der Oberen Bergstraße gelegene Anwesen liegt im Denkmalschutzgebiet Historische Weinberglandschaft Radebeul. Das Anwesen wurde von Gurlitt 1904 unter dem Namen Bad-Hôtel als Bau- und Kunstdenkmal inventarisiert, wobei insbesondere die Statuen beschrieben wurden. Das aus zwei ehemaligen, verbundenen Winzerhäusern entstandene Gebäude ist ein Kulturdenkmal.

## Beschreibung

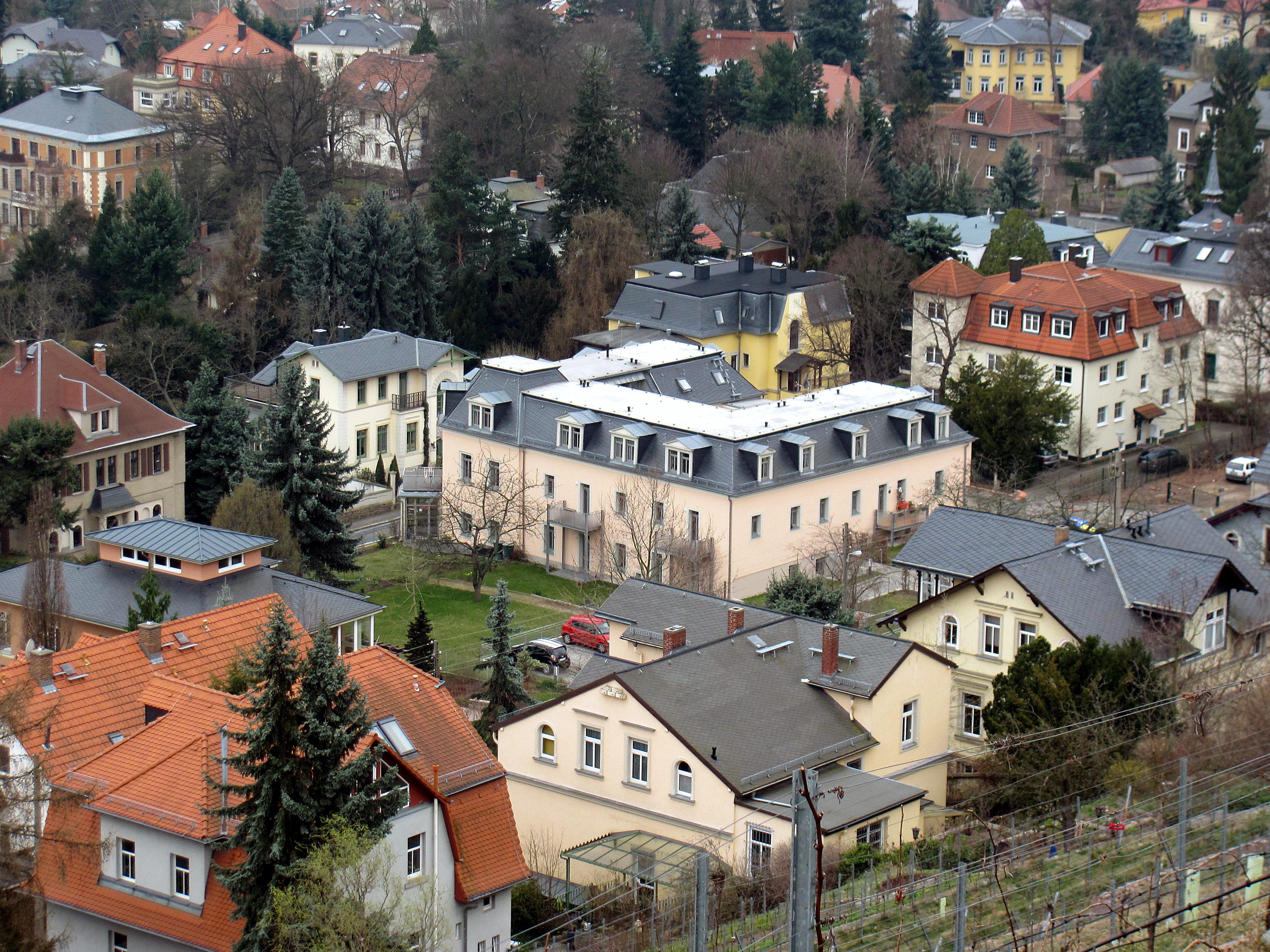
Ost- und Nordseite des Badhotels, vom Aussichtspunkt unterhalb der Friedensburg

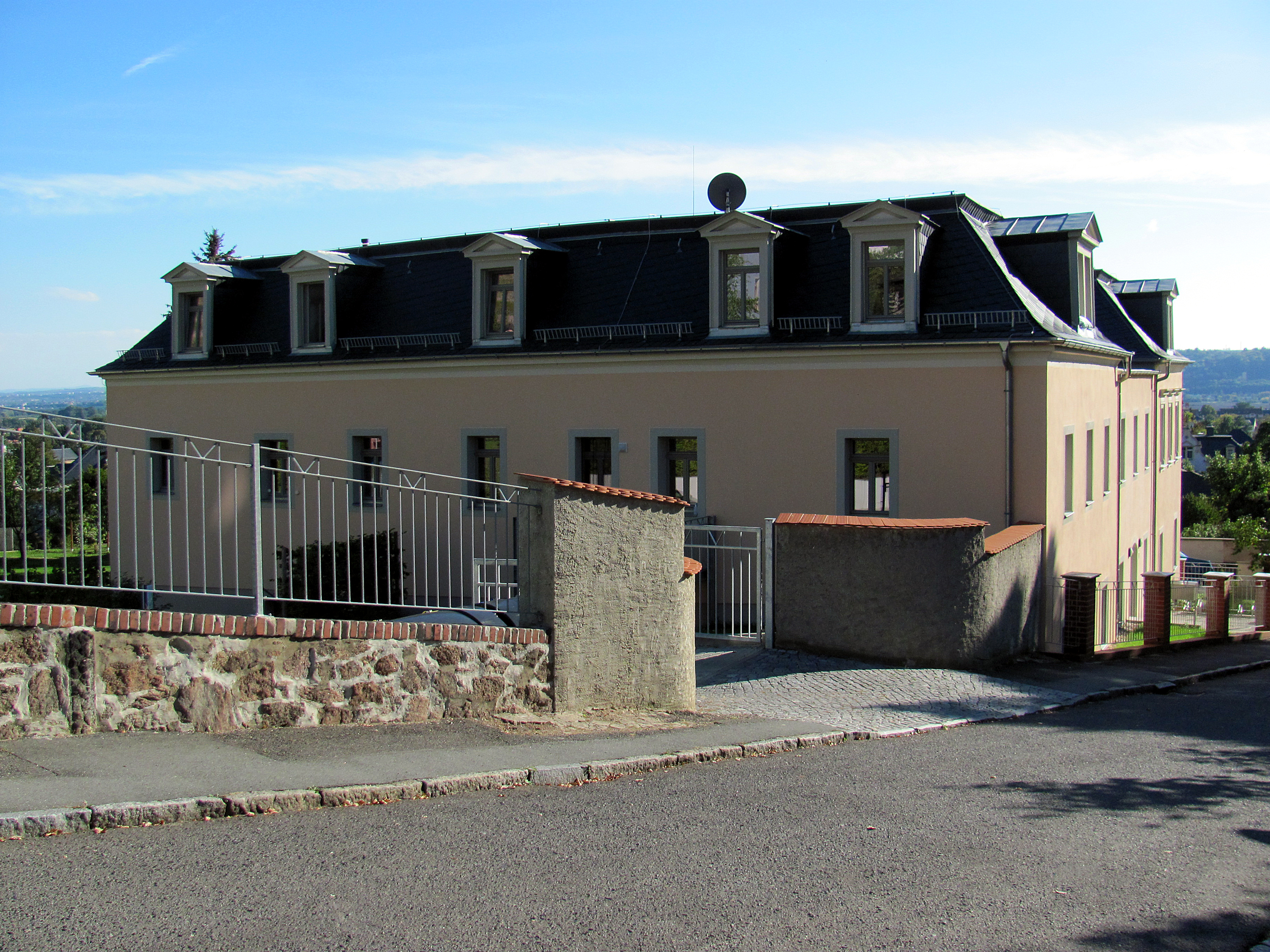
Ehemaliges Badhotel, Nordseite

Die zweigeschossige Wohn-Baugruppe steht auf einem abschüssigen Eckgrundstück fast direkt am Fußweg, während sich die Grün- und Freiflächen im Osten und vor allem auf dem nach Norden ansteigenden Hang befinden. Das untere Gebäude ist an der Oberen Bergstraße sieben Fensterachsen lang und hat an der Burgstraße drei Fensterachsen. Durch den Zusammenbau mit dem zweiten Kernbau ergibt sich an der Burgstraße insgesamt eine Länge von neun Achsen.
Der Eingang zwischen den beiden ehemaligen Winzerhäusern erfolgt von Westen in den allseitig geschlossenen, überglasten Innenhof. Dieser wird von einer Galerie umlaufen, zu der eine gusseiserne Treppe hinaufführt. Die Galerie dient zur Erschließung des Obergeschosses.
Die beiden alten Kernbauten tragen abgeplattete Walmdächer mit Dachgauben, im Keller finden sich noch alte tonnengewölbte Weinkeller.
In der Front zur Oberen Bergstraße findet sich ein Korbbogenportal mit Schlussstein, wohl noch vom ehemaligen Winzerhaus, und ehemals oberhalb einer doppelseitigen Freitreppe der Eingang von der Straße in das Restaurant. Vor das Portal wurde in jüngster Zeit ein aufgeständerter Balkon für einen Austritt aus dem Obergeschoss gestellt.
Die Fassaden sind heute schlicht verputzt. Die Fenster des südlichen Baus werden von aufwendig profilierten Sandsteingewänden umfasst, die im Obergeschoss durch horizontale Verdachungen ergänzt werden.

## Geschichte

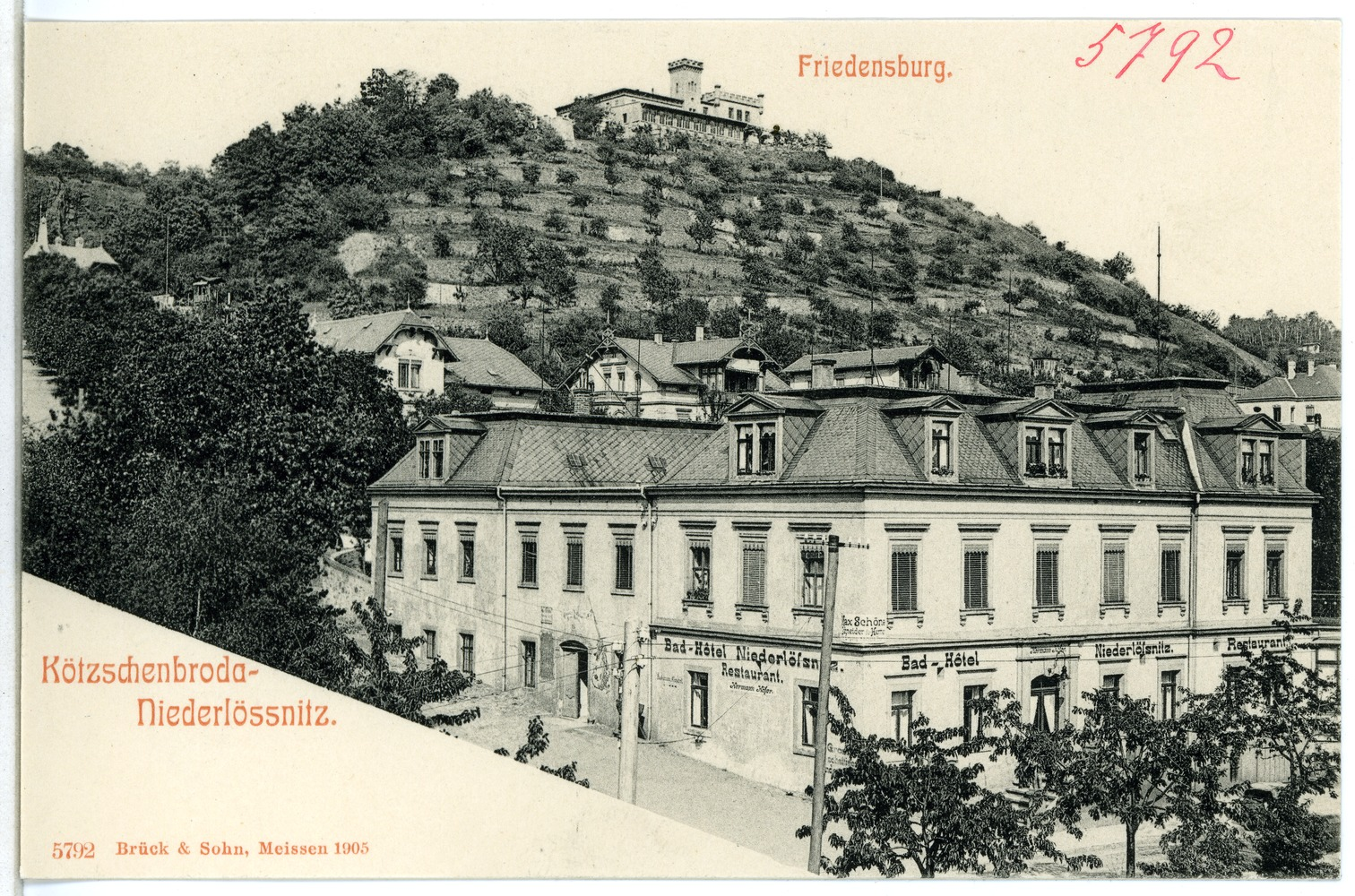
Beschriftung Bad-Hôtel Niederlössnitz. Restaurant, 1905

Beschriftung Max Giessmann′s Restaurant zum Badhôtel, 1911. Rechts an der Treppe stehen vier der von Gurlitt beschriebenen Statuen.

Gießmannscher Tunnel, Ausgangs-Mundloch zur Bauzeit

Das an der Oberen Bergstraße stehende, ehemalige Winzerhaus stammt von 1720, das nach Norden hin dahinterliegende von 1791, datiert zum Hof mit MDCCXCI.
Im Jahr 1818 zog dort der pensionierte Dresdner Stadtphysikus Friedrich August Röber ein, der den Weinbergsbesitz bereits 1800 erworben hatte; Röber starb 1827. 1844 stand das Weinbergsanwesen im Eigentum des Apothekers Hager.
Der Rentier Traugott Leberecht Gießmann erwarb das Weingut 1849. 1851 wurde das südliche Vordergebäude wurde um elf Ellen verbreitert, 1853 das nördliche Winzerhaus überbaut. 1858 erfolgte der Bau einer Scheune. Der Umbau der beiden nebeneinanderstehenden Bauten zum Hotel erfolgte durch Gießmann im Jahr 1862. Im Folgejahr erhielt Gießmann die Konzession zum Weinschank und eröffnete seinen zugehörigen Weingarten. In den folgenden Jahren war das Hotel auch als öffentlicher Wannenbadbetrieb erfolgreich, worauf der Name des Etablissements hinwies. Hinzu kamen eine Gartenterrasse und eine Sommerkegelbahn. Neben den preisgünstigen Speisen war Gießmann auch für seine „gepflegten eigenen Weine“ bekannt.
Das Badhotel erhielt wie mehrere andere Gebäude in der Lößnitz vom Volksmund auch das Anhängsel -schlösschen (Bennoschlösschen, Mätressenschlösschen), es wurde Badschlösschen genannt.
Der sogenannte Gießmann′sche Weinberg reichte von der heutigen Burgstraße nach Osten bis zur Einmündung der Bodelschwinghstraße in die Obere Bergstraße und er zog sich von der Oberen Bergstraße bergan bis über die Hangkante; er bestand aus vier Weinbergen: den beiden Krause′schen Weinbergen, dem Strauch′schen Mittelberg und dem 1918 verkauften Hausberg. Mitten im Weinberg zog sich die Kerbe bergan, die Bergschlucht, durch die die Burgstraße auf die Hochebene verläuft.
Das Weingut hatte um 1853 nach Hofmanns Meißner Niederland eine Größe von 26 Acker 263 Quadratruten (knapp 15 Hektar), davon ein Gutteil Steillagen. In den Folgejahren wandelte Gießmann davon fünf bis fünfeinhalb Scheffelsaat (knapp eineinhalb Hektar) von Weinbergsflächen in Ackerland um.
Traugott Leberechts Sohn Max Gießmann erbte das Badhotel, während bei der Aufteilung des sich weit nach Norden bis über die Hangkante erstreckenden Weinbergs der obere Bereich an seinen Bruder Ernst Louis Gießmann ging, der sich dort das Bergrestaurant Friedensburg baute. Max ließ sich sein Badehotel mit Restaurant 1874/75 im Inneren umbauen.
Zwischen 1876 und 1878 wurde zur Bewässerung des Hotelbetriebs der Gießmannsche Tunnel durch den Berg getrieben, der Wasser von Schwarzes Teich auf der Hochfläche heranführen sollte, sich in der Folgezeit jedoch als nicht ausreichend darstellte. Heute wird das Bergwasser in die Kanalisation eingeleitet.
Der straßenseitige Flügel wurde 1884 von dem neuen Eigentümer Ferdinand Emil Müller (auch Emil Fr. Müller) durch den Baumeister Adolf Neumann aufgestockt. Müller war auch Eigentümer der Friedensburg von Gießmanns Bruder. In den Folgejahren wechselte das Badhotel mehrfach den Besitzer sowie den Pächter, behielt jedoch seinen Namen.
Die das Anwesen östlich begrenzende Bodelschwinghstraße, die nach Norden und dann rechtwinklig nach Westen abbiegend direkt nördlich des Badhotels verläuft, wurde 1893 auf dem Grundstück gebaut, den untersten Teil mit dem Hotel vom nördlich gelegenen Weinberg abtrennend. Die heute an dieser Straße sowie an dem Teilstück der Oberen Bergstraße gelegenen Villen wurden zwischen 1895 und 1905 errichtet (beispielsweise Villa Augusta, Villa Luise, auch die Villa für Ernst Louis Kempe), mehrheitlich durch Adolf Neumann.
In der Beschreibenden Darstellung der älteren Bau- und Kunstdenkmäler des Königreichs Sachsen inventarisierte Gurlitt 1904 als Teil des Anwesens „eine originelle Sonnenuhr in Sandstein“ sowie vor der Eingangstür, die kleine doppelseitige Freitreppe auf der Südseite schmückend, und im Wirtschaftsgarten mehrere aus der ersten Hälfte des 18. Jahrhunderts stammende Statuen aus Sandstein, thematische Kinderfiguren darstellend: „Malerei mit Palette und Leinwand, Bildhauerei mit Büste, Herbst mit Wein, Winter mit Pelz und Kohlebecken. Diese vier ca. 1 m hoch. Fischer mit einem Fisch, Hirt, ein Lamm tragend, zwei Schnitter mit Aehren und ein Tuch über den Kopf haltend. Diese etwas kleiner.“
Der Hotelbetrieb wurde 1914 (1919) eingestellt. Am Bau des Wasserturms beteiligte französische Kriegsgefangene waren während dessen Bauzeit 1916/1917 im Seitengebäude untergebracht.
Nach 1919 wurde der geschlossene Bewirtschaftungsbetrieb zu einem Mehrfamilienwohnhaus umgebaut.